# Pythonichthys microphthalmus

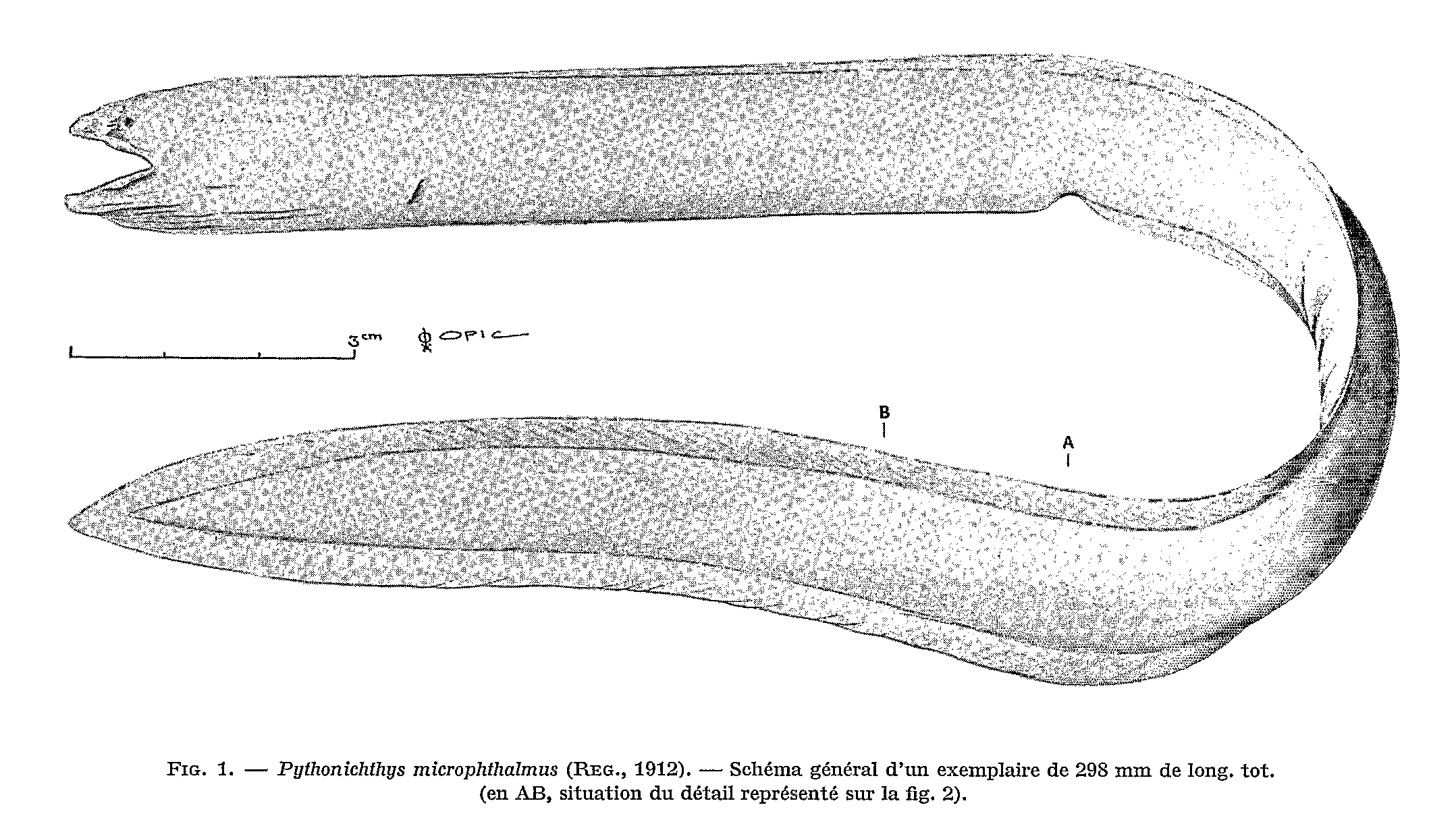
Pythonichthys microphtalmus

Pythonichthys microphthalmus is een straalvinnige vissensoort uit de familie van modderalen (Heterenchelyidae). De wetenschappelijke naam van de soort is voor het eerst geldig gepubliceerd in 1912 door Regan.